# Mahmúd Rezá Pahlaví
Mahmúd Rezá Pahlaví (persky محمودرضا پهلوی‎; 5. října 1926 Teherán – 15. března 2007 Los Angeles) byl členem íránské dynastie Pahlaví. Byl synem Rezy Šáha a nevlastním bratrem Muhammada Rezy.

## Životopis
Narodil se 5. října 1926 jako třetí dítě Rezy Šáha a Esmat Dovlatšáhí. Základní vzdělání získal v Persii (Írán) a poté odešel na střední školu do Švýcarska. Nastoupil na teheránskou vojenskou školu, ale po otcově abdikaci v roce 1941 se s ním přestěhoval do Jihoafrické republiky. Po otcově smrti se dočasně vrátil do Íránu a poté se přestěhoval do Spojených států, kde studoval obchodní a průmyslový management na Kalifornské a Michiganské univerzitě.
Po návratu do Íránu se v roce 1954 oženil s Mehrdocht Azám Zangeneh, ale manželé se po třech letech rozvedli. V roce 1964 se oženil s Maryam Eqbál, osmnáctiletou dcerou Manúčehra Eqbála. I toto manželství skončilo rozvodem a Eqbál se později provdala za Pahlavího synovce Šahríára Šafíqa.
V době vlády dynastie Pahlaví působil v zemědělství. Podílel se také na rozvoji íránského venkova. Jeho vztahy s nevlastním bratrem a šáhem Muhammadem Rezou se vyostřily kvůli jeho zapojení do obchodu s opiem. Šáh mu proto zakázal účast na královských akcích.
Po íránské islámské revoluci se přestěhoval do Spojených států. V květnu 1992 byl zatčen v Beverly Hills kvůli obvinění z držení a prodeje opia. Zemřel 15. března 2001 ve věku 74 let.